# Yan Ni
Yan Ni (chiń. 颜妮; ur. 2 marca 1987) – chińska siatkarka, reprezentantka kraju, grająca na pozycji środkowej.

## Sukcesy klubowe
Mistrzostwo Chin:
- 2007, 2008

## Sukcesy reprezentacyjne
Mistrzostwa Świata Juniorek:
- 2007
- 2005

Mistrzostwa Azji Juniorek:
- 2006

Puchar Azji:
- 2014

Igrzyska Azjatyckie:
- 2018
- 2014

Mistrzostwa Azji:
- 2015

Puchar Świata:
- 2015, 2019

Igrzyska Olimpijskie:
- 2016

Puchar Wielkich Mistrzyń:
- 2017

Liga Narodów:
- 2018

Mistrzostwa Świata:
- 2018

## Nagrody indywidualne
- 2006: MVP i najlepsza blokująca Mistrzostw Azji Juniorek
- 2014: MVP i najlepsza blokująca Pucharu Azji
- 2018: Najlepsza środkowa Mistrzostw Świata
- 2019: Najlepsza środkowa Pucharu Świata